# Marty Natalegawa
Mohammad Marty Muliana Natalegawa, mais conhecido como Marty Natalegawa (Bandung, 22 de março de 1966) é um político e diplomata indonésio. Fpoi representante permanente na Organização das Nações Unidas de 5 de setembro de 2007 até à sua entrada no governo, e embaixador no Reino Unido. Foi ministro dos negócios estrangeiros (assuntos externos) de 22 de outubro de 2009 a 27 de outubro de 2014.

## Biografia
Iniciou a sua carreira no então Departamento de Negócios Estrangeiros da Indonésia em 1986 como funcionário do Centro de Investigação e Desenvolvimento. O seu primeiro serviço na Missão Permanente da Indonésia, nas Nações Unidas, em Nova Iorque, foi entre 1994 e 1999, incluindo durante a adesão da Indonésia ao Conselho de Segurança entre 1996 e 1997.
Após o seu regresso a Jacarta, entre 2002 e 2005, desempenhou consecutivamente as funções de Chefe do Estado-Maior do Gabinete do Ministro dos Negócios Estrangeiros e diretor-geral da Cooperação da ASEAN no Ministério dos Negócios Estrangeiros. Enquanto desempenhou funções nos cargos acima referidos, serviu simultaneamente o cargo de Porta-voz do Ministério dos Negócios Estrangeiros.
Em 11 de novembro de 2005, foi empossado pelo Presidente Susilo Bambang Yudhoyono como Embaixador da Indonésia no Reino Unido. Nesta qualidade, procurou elevar e rejuvenescer as relações bilaterais do Reino Unido a um nível mais elevado, como, nomeadamente, evidenciado na visita do Primeiro-Ministro Blair à Indonésia, em março de 2006, e na criação do Indonésia – Fórum de Parceria do Reino Unido.
Em 5 de setembro de 2007, foi transferido para Nova Iorque como Representante Permanente da Indonésia para as Nações Unidas, cargo que ocupou até 2009. As suas funções incluíam a do Presidente do Conselho de Segurança, presidente do Comité Especial para a Descolonização e presidente do Comité de Sanções do Conselho de Segurança das Nações Unidas para a República Democrática do Congo..
O Presidente indonésio, Susilo Bambang Yudhoyono, nomeou-o ministro dos Negócios Estrangeiros em 21 de outubro de 2009, cargo que ocupou até 2014.
Em 2012, fez parte da visita de Estado do Presidente Susilo Bambang Yudhoyono ao Reino Unido. Foi nomeado Cavaleiro Honorário da Ordem de São Miguel e São Jorge.